# ابیلیکس
ابیلیکس (به انگلیسی: Abbeyleix) در ایرلند با جمعیت ۲٬۵۶۹ نفر است که در لینستر واقع شده‌است.